# Adalbert von Blanc
Adalbert von Blanc (11 de julho de 1907 - 7 de novembro de 1976) foi um oficial alemão que serviu durante a Segunda Guerra Mundial. Foi condecorado com a Cruz de Cavaleiro da Cruz de Ferro.

## Condecorações
| Cruz de Ferro 2ª Classe                     |
| Cruz de Ferro 1ª Classe                     |
| Folhas de Carvalho nº 866 6 de maio de 1945 |